# Ali Ismail Abbas
 (mars 2024).
La mise en forme du texte ne suit pas les recommandations de Wikipédia : il faut le « wikifier ».
Les points d'amélioration suivants sont les cas les plus fréquents. Le détail des points à revoir est peut-être précisé sur la page de discussion.
- Les titres sont pré-formatés par le logiciel. Ils ne sont ni en capitales, ni en gras.
- Le texte ne doit pas être écrit en capitales (les noms de famille non plus), ni en gras, ni en italique, ni en « petit »…
- Le gras n'est utilisé que pour surligner le titre de l'article dans l'introduction, une seule fois.
- L'italique est rarement utilisé : mots en langue étrangère, titres d'œuvres, noms de bateaux, etc.
- Les citations ne sont pas en italique mais en corps de texte normal. Elles sont entourées par des guillemets français : « et ».
- Les listes à puces sont à éviter, des paragraphes rédigés étant largement préférés. Les tableaux sont à réserver à la présentation de données structurées (résultats, etc.).
- Les appels de note de bas de page (petits chiffres en exposant, introduits par l'outil «  Source ») sont à placer entre la fin de phrase et le point final[comme ça].
- Les liens internes (vers d'autres articles de Wikipédia) sont à choisir avec parcimonie. Créez des liens vers des articles approfondissant le sujet. Les termes génériques sans rapport avec le sujet sont à éviter, ainsi que les répétitions de liens vers un même terme.
- Les liens externes sont à placer uniquement dans une section « Liens externes », à la fin de l'article. Ces liens sont à choisir avec parcimonie suivant les règles définies. Si un lien sert de source à l'article, son insertion dans le texte est à faire par les notes de bas de page.
- La présentation des références doit suivre les conventions bibliographiques. Il est recommandé d'utiliser les modèles {{Ouvrage}}, {{Chapitre}}, {{Article}}, {{Lien web}} et/ou {{Bibliographie}}. Le mode d'édition visuel peut mettre en forme automatiquement les références.
- Insérer une infobox (cadre d'informations à droite) n'est pas obligatoire pour parachever la mise en page.

Pour une aide détaillée, merci de consulter Aide:Wikification.
Si vous pensez que ces points ont été résolus, vous pouvez retirer ce bandeau et améliorer la mise en forme d'un autre article.
 (mars 2024).
Pour les articles homonymes, voir Abbas.
Ali Abbas (né en 1991) est un Irakien qui a attiré l'attention des médias après avoir été gravement blessé lors d'une attaque aérienne nocturne près de Bagdad pendant l'invasion de l'Irak par les États-Unis en 2003.

## Blessure
Pendant l'attaque, deux missiles américains ont touché la maison familiale, tuant ses parents (sa mère était enceinte d'un autre enfant à l'époque), son frère et 13 autres membres de sa famille. Les deux bras d'Ali ont dû être amputés et des brûlures au troisième degré couvraient au moins 35 % de son corps. Il avait 12 ans à ce moment-là. Il a suivi un traitement au Koweït, puis à Londres, où il a été équipé de bras prothétiques robotiques, payés par le gouvernement koweïtien. Il n'utilise plus ces bras, les trouvant trop lourds et difficiles à manier, bien qu'il ait porté des bras artificiels à l'école pour ne pas attirer l'attention sur lui. Il a fréquenté Hall School Wimbledon.

## Citoyenneté
Le 1 janvier 2010, il a été annoncé qu'Ali Abbas obtiendrait un passeport britannique. Ali avait des offres d'autres pays, tels que le Canada et les États-Unis, mais il les a refusées parce qu'il n'aurait pu y emmener son ami avec lui.

## Publicité
En 2004, l'histoire d'Ali Abbas a été écrite par Jane Warren et publiée par HarperCollins.
Il a été présenté dans l'émission 60 Minutes le 13 mai 2007.
Il a été présenté dans l'édition de septembre 2011 du magazine Time.

## Limbless Association
Limbless Association (LA) établissez un fonds dédié pour aider ceux devenus amputés à cause du conflit en Irak. Lors d'une visite en Irak, le président de LA, Zafar Khan, a rencontré Ahmad Hamza, un garçon de 14 ans également blessé lors du conflit en Irak, ce qui a entraîné l'amputation de sa jambe droite et de sa main gauche. Limbless Association a promis d'utiliser le Fonds Ali pour aider à la fois Ali et Ahmad. LA était le tuteur légal à la fois pour Ali et Ahmad jusqu'à ce qu'ils atteignent l'âge de 18 ans.[réf. nécessaire]

## Les Motards de Bagdad
Ali et ses amis font une balade à vélo promotionnelle chaque année, appelée les Bikers de Bagdad.